# Каньяк-ле-Мин
Канья́к-ле-Мин (фр. Cagnac-les-Mines, окс. Canhac de las Minas) — коммуна во Франции, находится в регионе Юг — Пиренеи. Департамент — Тарн. Входит в состав кантона Альби-3. Округ коммуны — Альби.
Код INSEE коммуны — 81048.

## География
Коммуна расположена приблизительно в 550 км к югу от Парижа, в 75 км северо-восточнее Тулузы, в 7 км к северу от Альби.

## Климат
Климат умеренно-океанический. Зима мягкая и дождливая, лето жаркое с частыми грозами. Ветры довольно редки.

## Население
Население коммуны на 2010 год составляло 2284 человека.
| 1962 | 1968 | 1975 | 1982 | 1990 | 1999 | 2010 |
| ---- | ---- | ---- | ---- | ---- | ---- | ---- |
| 3698 | 3378 | 2818 | 2613 | 2225 | 2086 | 2284 |

## Администрация
| Период | Период | Фамилия        | Партия                                                               | Примечания                                                                          |
| ------ | ------ | -------------- | -------------------------------------------------------------------- | ----------------------------------------------------------------------------------- |
| 1944   | 1947   | Артюр Фурньяль |                                                                      |                                                                                     |
| 1947   | 1983   | Андре Ро       | Французская секция Рабочего интернационала → Социалистическая партия | член генерального совета кантона (1949—1979) депутат парламента Франции (1962—1968) |
| 1983   | 1995   | Мишель Мазель  | Социалистическая партия                                              |                                                                                     |
| 1995   | 2008   | Жан Падилла    | Социалистическая партия                                              |                                                                                     |
| 2008   | 2020   | Робер Эрнандес | Социалистическая партия — Разные левые                               |                                                                                     |

## Экономика
В 2007 году среди 1321 человека в трудоспособном возрасте (15—64 лет) 913 были экономически активными, 408 — неактивными (показатель активности — 69,1 %, в 1999 году было 64,1 %). Из 913 активных работали 821 человек (411 мужчин и 410 женщин), безработных было 92 (38 мужчин и 54 женщины). Среди 408 неактивных 76 человек были учениками или студентами, 160 — пенсионерами, 172 были неактивными по другим причинам.

## Достопримечательности
- Церковь Нотр-Дам-де-ла-Дреш. Исторический памятник с 1996 года.[4]
- Церковь Сен-Дальмази (XV век). Исторический памятник с 1970 года.[5]
- Старые угольные шахты (1892 год), с 1992 года — Музей горного дела. Исторический памятник с 1993 года.[6]